# 지사중학교 (부산)
지사중학교(智士中學校)는 대한민국 부산광역시 강서구 지사동에 있는 공립 중학교이다.

## 학교 연혁
- 2014년 7월 25일 : 지사중학교 설립 인가(18학급)
- 2015년 12월 24일 : 교사(校舍) 착공일
- 2017년 2월 15일 : 교사(校舍) 준공일
- 2017년 3월 1일 : 초대 성재운 교장 취임
- 2017년 3월 2일 : 개교 및 제1회 입학식(4학급)
- 2019년 2월 1일 : 제1회 졸업식(1학급 19명)
- 2019년 11월 20일 : 무한상상실 개소식
- 2023년 7월 1일 : 제5대 전미옥 교장 취임
- 2025년 1월 3일 : 제7회 졸업식(4학급 101명)
- 2025년 3월 4일 : 제9회 입학식(8학급 189명)

## 참고 자료
- 지사중학교 - 한국교육학술정보원 학교알리미